# Giovanni Giacomo De Rossi
Giovanni Giacomo De Rossi (1627 – 1691) è stato un editore italiano.

## Biografia

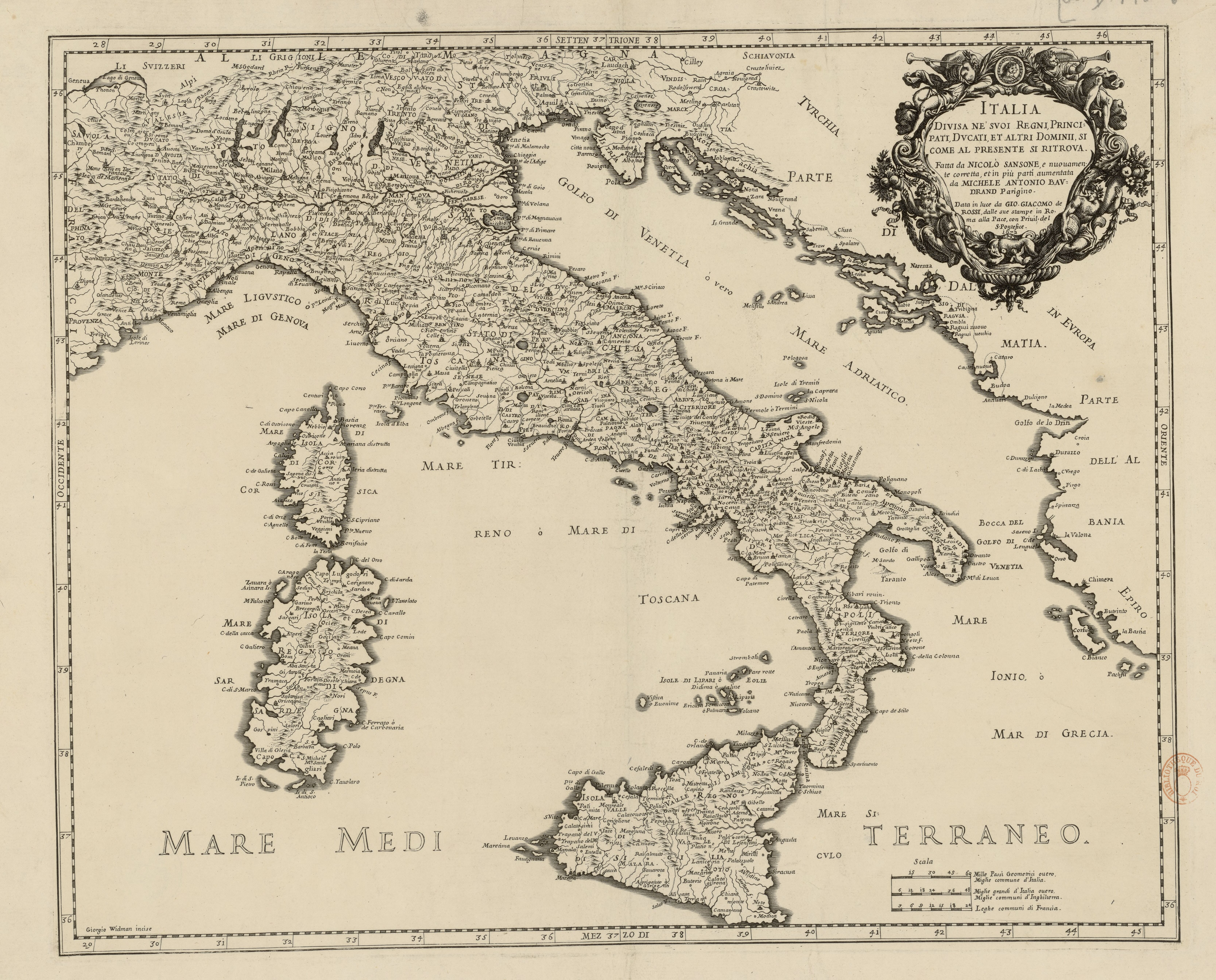
Carta geografica dell'Italia, curata da Nicolas Sanson, incisa da Giorgio Widman e stampata da Giovanni Giacomo De Rossi nel 1672

Poco si conosce sulla sua infanzia: figlio del fondatore di una tipografia, Giuseppe De Rossi, seguì le orme paterne ampliando l'attività di famiglia prima nel 1660 e poi nel 1663. Fu sotto di lui che la tipografia da bottega a livello locale divenne famosa a livello internazionale, facendone il maggior produttore e mercante di stampe di Roma.
La sua attività è attestata dal 1648 al 1691 e si dedicò principalmente alle stampe urbanistiche di Roma e dei suoi monumenti, sia antichi che moderni. Nel 1648 stampò la più famosa incisione di Giovanni Benedetto Castiglione, il Genio della pittura, e ristampò una mappa di Roma di Antonio Tempesta; nel 1651 pubblicò una pianta del Palazzo Reale di Napoli, mentre nel 1655 fu la volta della mappa dei siti archeologici romani di Étienne Dupérac, con alcune sue aggiunte. 

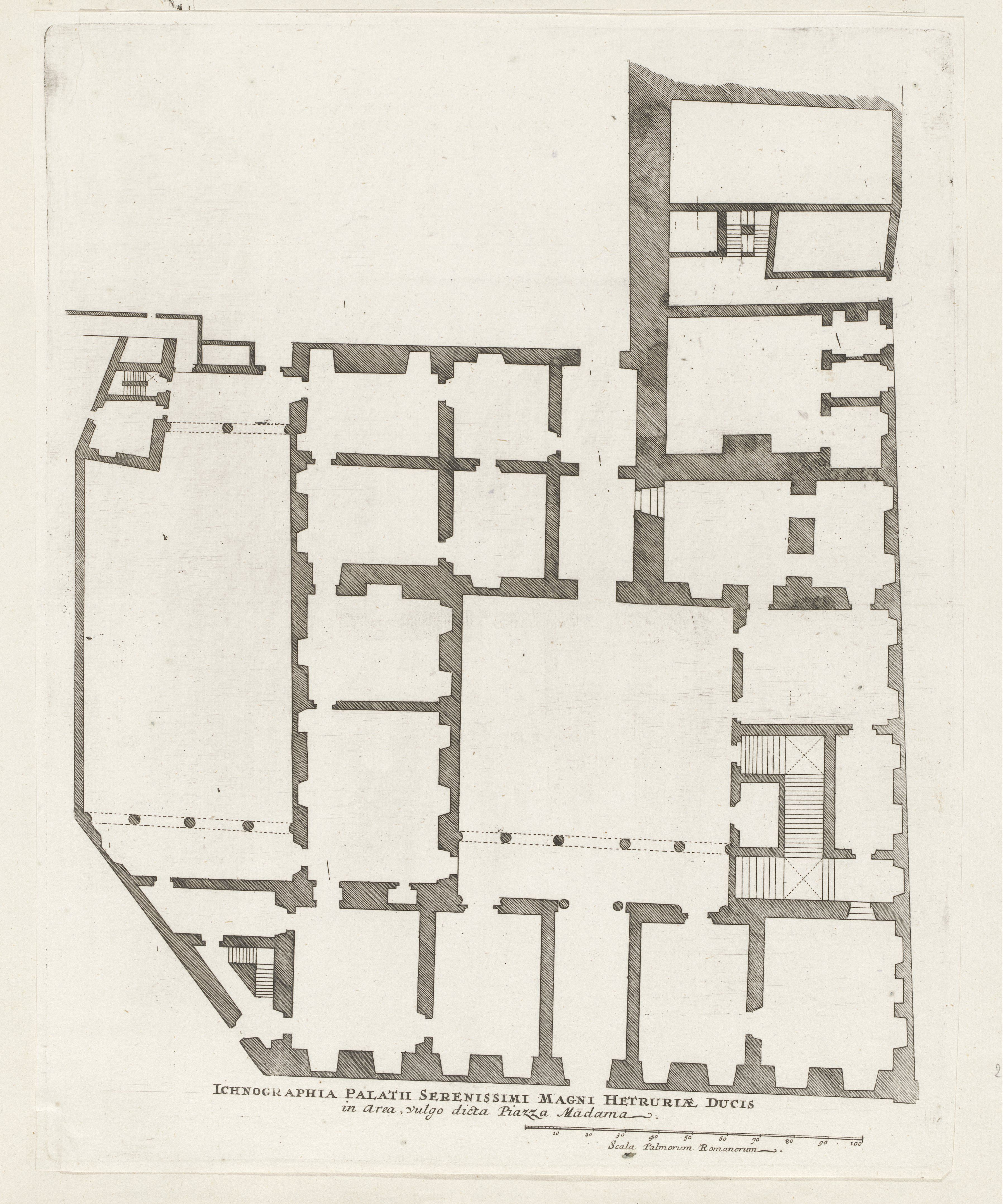
Pianta di palazzo Madama, incisione di Giovanni Battista Falda edita da Giovanni Giacomo De Rossi

Nello stesso anno pubblicò Nuovi disegni dell'architettura e piante de' palazzi di Roma de' più celebri architetti, disegnati et intagliati da Giovanni Battista Falda: proprio con Giovanni Battista Falda strinse una forte collaborazione che durerà fino alla morte di quest'ultimo, che portò alla produzione di notevole quantità di stampe e mappe di Roma, tra cui una pubblicata nel 1676 e rimasta la più importante fino al 1748.
Si specializzò nella produzione di piante per i conclavi, pubblicò riproduzioni di opere famosi di artisti come Michelangelo Buonarroti, Annibale Carracci e Raffaello Sanzio e si avvalse nella sua produzione di altri incisori come Giacomo Lauro e François Perrier.
Le ultime opere firmate da Giovanni Giacomo de Rossi si attestano al 1691, anno presunto della sua morte; continuò l'attività di famiglia il figlio Domenico De Rossi.